# A gentile richiesta
A gentile richiesta è stato un programma televisivo italiano di genere talk show, rotocalco, contenitore, game show e costume, ideato da Massimo Donelli, andato in onda su Canale 5 dal 7 giugno al 9 luglio 2010 con la conduzione di Barbara D'Urso. Il programma era stato trasmesso in diretta nel periodo estivo, nella fascia preserale dal lunedì al venerdì dalle ore 17:45 alle 19:55, dallo studio 10 del Centro di produzione Mediaset di Cologno Monzese.

## Il programma
Il programma, nato da un'idea di Massimo Donelli come rotocalco di approfondimento quotidiano in onda nel periodo estivo dal lunedì al venerdì nella fascia pomeridiana di Canale 5, era realizzato dalla testata giornalistica italiana Videonews e trattava le vicende legate all'attualità, alla cronaca, alla politica, all'economia, alla società, allo spettacolo e al gossip, con l'ausilio di servizi, della corrispondenza degli inviati e della presenza di ospiti e opinionisti in studio e in collegamento, pronti ad intervenire sulle varie tematiche.

### Il talk e gli inserzionisti
Il programma, condotto da Barbara D'Urso, si proponeva come un talk show del quale il telespettatore era il protagonista: esso infatti poteva in qualunque momento contattare la redazione, attraverso il numero apposito o l'indirizzo e-mail, per raccontare le proprie storie di vita, per porre domande curiose, dubbi, e quant'altro.
Lo studio era lo stesso dei noti contenitori Pomeriggio Cinque e Domenica Cinque, che con A gentile richiesta condividono anche il team autorale e la conduttrice; le uniche differenze stavano nel colore della scenografia, passato dal rosso al blu azzurro. In studio erano presenti, oltre alla giuria popolare del pubblico composta comuni cittadini, esperti ed opinionisti.
Generalmente il programma si apriva con la lettura di una e-mail curiosa, nella quale una persona comune chiedeva di poter mostrare il proprio talento o la propria particolare abilità, o un'invenzione; la persona in questione proponeva al pubblico la propria invenzione o abilità, attendendo una telefonata in uno dei tre "centraloni" sorvegliati da tre giornaliste. Nel corso della puntata venivano presentati tre "inserzionisti".
Dopo la presentazione del cosiddetto inserzionista, che metteva a disposizione del pubblico la sua invenzione o la sua abilità, la conduttrice presentava l'argomento del giorno, spesso coincidente con argomenti di stretta attualità e problematiche culturali, quali l'integrazione della cultura islamica nella società italiana, i problemi di obesità e anoressia nervosa e la chirurgia estetica, toccando comunque argomenti che dividono l'opinione pubblica o comunque con l'intento di colpirla. L'argomento veniva approfondito durante un ampio spazio in cui il pubblico in studio o da casa poteva esporre il proprio pensiero. Il programma proseguiva quindi alternando momenti di riflessione a momenti di svago e scherzi.

### L'apparenza inganna
L'ultima parte del programma prevedeva un gioco finale intitolato L'apparenza inganna, che prevedeva di abbinare un gruppo di genitori al rispettivo figlio. Il concorrente, di volta in volta, doveva cercare di riconoscere quante più coppie possibili per accaparrarsi un ricco montepremi; se l'abbinamento era sbagliato, il giocatore perdeva uno dei sei premi in palio, mentre, se la coppia veniva riconosciuta, il concorrente portava a casa il premio. Terminata questa prima manche, si passava alla seconda, in cui il concorrente deve riconoscere fra un gruppo di persone un parente di una coppia precedentemente esaminata. Naturalmente, se si riconosceva il parente si vince il premio finale. Il gioco è stato tuttavia sospeso nell'ultima settimana di giugno. Parecchie delle novità sperimentate in questo programma sono state successivamente riprese per le nuove edizioni di Pomeriggio Cinque e Domenica Cinque.

### Collaboratori
Il programma si avvaleva di alcuni collaboratori della conduttrice, fra cui il meteorologo Paolo Corazzon, in collegamento di volta in volta da varie località, il quale si alternava con la D'Urso in siparietti comici. Nel cast del programma sono presenti tre centraliniste (Paola Cambiaghi, Emanuela Gentilin e Simona Minarini), le quali hanno il compito di prendere le telefonate dei telespettatori e di passarle in trasmissione, e Franco Villa (già valletto del pubblico nella prima edizione di Domenica Cinque). Gli inviati di questo programma furono Cristina Del Basso, Francesca Fioretti, Serena Garitta (già presenti nella prima edizione di Domenica Cinque) e la new-entry Veronica Ciardi. Anche in questo programma, come a Pomeriggio Cinque, troviamo il valletto Marco Ceriani più le rubriche di costume e società curate da Micol Ronchi e Laura Drzewicka.

## Edizioni
| Edizione | Anno | Conduzione     | Periodo       | Periodo       | Puntate | Regia         | Studio                                                         |
| Edizione | Anno | Conduzione     | Inizio        | Fine          | Puntate | Regia         | Studio                                                         |
| -------- | ---- | -------------- | ------------- | ------------- | ------- | ------------- | -------------------------------------------------------------- |
| 1ª       | 2010 | Barbara D'Urso | 7 giugno 2010 | 9 luglio 2010 | 25      | Dario Calleri | Studio 10 del Centro di produzione Mediaset di Cologno Monzese |

### Prima edizione (2010)
La prima ed unica edizione di A gentile richiesta era andata in diretta dal 7 giugno al 9 luglio 2010, dal lunedì al venerdì nella fascia preserale dalle ore 17:45 alle 19:55, con la conduzione di Barbara D'Urso, dallo studio 10 del Centro di produzione Mediaset di Cologno Monzese, lo stesso studio di Pomeriggio Cinque e Domenica Cinque con alcune importanti modifiche alla scenografia.

## Audience
| Edizione | Rete televisiva | Anno | Stagione         | Orario      | Durata  | Programmazione | Programmazione | Programmazione | Programmazione | Programmazione | Programmazione | Programmazione | Collocazione | Media auditel  | Media auditel |
| Edizione | Rete televisiva | Anno | Stagione         | Orario      | Durata  | L              | M              | M              | G              | V              | S              | D              | Collocazione | Telespettatori | Share         |
| -------- | --------------- | ---- | ---------------- | ----------- | ------- | -------------- | -------------- | -------------- | -------------- | -------------- | -------------- | -------------- | ------------ | -------------- | ------------- |
| 1ª       | Canale 5        | 2010 | primavera-estate | 17:45-19:55 | 130 min |                |                |                |                |                |                |                | Preserale    | 2 000 000      | 16,00%        |